# Хало, овде Чкаља
„Хало, овде Чкаља” је југословенска телевизијска серија снимљена 1999. године у продукцији Телевизије Београд.

## Улоге
| Глумац                 | Улога                           |
| ---------------------- | ------------------------------- |
| Миодраг Петровић Чкаља | (као Миодраг „Чкаља” Петровић ) |

Комплетна ТВ екипа ▼
| Редитељ    | Чедомир Петровић |
| Сценариста | Чедомир Петровић |